# Eimutis
Eimutis ist ein litauischer männlicher Vorname, abgeleitet von eiti ('gehen') und Mantas; eine Verniedlichungsform von Eimantas.

## Personen
- Eimutis Juzeliūnas (* 1958), Elektrochemiker, Rektor
- Eimutis Misiūnas (* 1973), Richter und Politiker, Innenminister
- Eimutis Žvybas (* 1957), Manager und Unternehmer